# Coppa del Mondo di slittino 2001
La Coppa del Mondo di slittino 2000/2001, ventiquattresima edizione della manifestazione organizzata dalla Federazione Internazionale Slittino, ebbe inizio il 25 novembre 2000 a Sigulda, in Lettonia, e si concluse il 18 febbraio 2001 a Lake Placid, negli Stati Uniti d'America. Furono disputate ventiquattro gare, otto per ciascuna specialità (singolo uomini, singolo donne ed il doppio) in otto differenti località. Nel corso della stagione si tennero anche i Campionati mondiali di slittino 2001 a Calgary, in Canada, competizione non valida ai fini della Coppa del Mondo.
Le coppe di cristallo, conferite ai vincitori del circuito, furono assegnate all'italiano Armin Zöggeler per quanto concerne la classifica del singolo uomini, alla tedesca Silke Kraushaar per il singolo donne e alla coppia formata dai tedeschi Steffen Skel e Steffen Wöller per il doppio.

## Risultati
| Data                | Località       | Nazione     | Specialità       | Primi classificati                         | Secondi classificati                             | Terzi classificati                               |
| ------------------- | -------------- | ----------- | ---------------- | ------------------------------------------ | ------------------------------------------------ | ------------------------------------------------ |
| 25-26 novembre 2000 | Sigulda        | Lettonia    | Donne – Singolo  | Silke Kraushaar Germania                   | Sylke Otto Germania                              | Angelika Neuner Austria                          |
| 25-26 novembre 2000 | Sigulda        | Lettonia    | Uomini – Singolo | Armin Zöggeler Italia                      | Karsten Albert Germania                          | Markus Prock Austria                             |
| 25-26 novembre 2000 | Sigulda        | Lettonia    | Uomini – Doppio  | Steffen Skel Steffen Wöller Germania       | Sebastian Schmidt André Forker Germania          | Mark Grimmette Brian Martin Stati Uniti          |
| 2-3 dicembre 2000   | Oberhof        | Germania    | Donne – Singolo  | Sylke Otto Germania                        | Silke Kraushaar Germania                         | Angelika Neuner Austria                          |
| 2-3 dicembre 2000   | Oberhof        | Germania    | Uomini – Singolo | Karsten Albert Germania                    | Jens Müller Germania                             | Georg Hackl Germania                             |
| 2-3 dicembre 2000   | Oberhof        | Germania    | Uomini – Doppio  | Steffen Skel Steffen Wöller Germania       | André Florschütz Torsten Wustlich Germania       | Christian Oberstolz Patrick Gruber Italia        |
| 9-10 dicembre 2000  | La Plagne      | Francia     | Donne – Singolo  | Silke Kraushaar Germania                   | Sylke Otto Germania                              | Barbara Niedernhuber Germania                    |
| 9-10 dicembre 2000  | La Plagne      | Francia     | Uomini – Singolo | Armin Zöggeler Italia                      | Georg Hackl Germania                             | Markus Prock Austria                             |
| 9-10 dicembre 2000  | La Plagne      | Francia     | Uomini – Doppio  | Patric Leitner Alexander Resch Germania    | André Florschütz Torsten Wustlich Germania       | Mark Grimmette Brian Martin Stati Uniti          |
| 13-14 gennaio 2001  | Igls           | Austria     | Donne – Singolo  | Sonja Wiedemann Germania                   | Silke Kraushaar Germania                         | Barbara Niedernhuber Germania                    |
| 13-14 gennaio 2001  | Igls           | Austria     | Uomini – Singolo | Jens Müller Germania                       | Georg Hackl Germania                             | Armin Zöggeler Italia                            |
| 13-14 gennaio 2001  | Igls           | Austria     | Uomini – Doppio  | Patric Leitner Alexander Resch Germania    | André Florschütz Torsten Wustlich Germania       | Steffen Skel Steffen Wöller Germania             |
| 20-21 gennaio 2001  | Altenberg      | Germania    | Donne – Singolo  | Sylke Otto Germania                        | Silke Kraushaar Germania                         | Sonja Wiedemann Germania                         |
| 20-21 gennaio 2001  | Altenberg      | Germania    | Uomini – Singolo | Armin Zöggeler Italia                      | Georg Hackl Germania                             | Markus Prock Austria                             |
| 20-21 gennaio 2001  | Altenberg      | Germania    | Uomini – Doppio  | André Florschütz Torsten Wustlich Germania | Gerhard Plankensteiner Oswald Haselrieder Italia | Steffen Skel Steffen Wöller Germania             |
| 3-4 febbraio 2001   | Nagano         | Giappone    | Donne – Singolo  | Sylke Otto Germania                        | Silke Kraushaar Germania                         | Angelika Neuner Austria                          |
| 3-4 febbraio 2001   | Nagano         | Giappone    | Uomini – Singolo | Wilfried Huber Italia                      | Armin Zöggeler Italia                            | Markus Prock Austria                             |
| 3-4 febbraio 2001   | Nagano         | Giappone    | Uomini – Doppio  | Mark Grimmette Brian Martin Stati Uniti    | André Florschütz Torsten Wustlich Germania       | Steffen Skel Steffen Wöller Germania             |
| 10-11 febbraio 2001 | Salt Lake City | Stati Uniti | Donne – Singolo  | Silke Kraushaar Germania                   | Sonja Wiedemann Germania                         | Sylke Otto Germania                              |
| 10-11 febbraio 2001 | Salt Lake City | Stati Uniti | Uomini – Singolo | Armin Zöggeler Italia                      | Markus Prock Austria                             | Johan Rousseau Francia                           |
| 10-11 febbraio 2001 | Salt Lake City | Stati Uniti | Uomini – Doppio  | Patric Leitner Alexander Resch Germania    | Steffen Skel Steffen Wöller Germania             | Tobias Schiegl Markus Schiegl Austria            |
| 17-18 febbraio 2001 | Lake Placid    | Stati Uniti | Donne – Singolo  | Silke Kraushaar Germania                   | Sylke Otto Germania                              | Angelika Neuner Austria                          |
| 17-18 febbraio 2001 | Lake Placid    | Stati Uniti | Uomini – Singolo | Georg Hackl Germania                       | Armin Zöggeler Italia                            | Karsten Albert Germania                          |
| 17-18 febbraio 2001 | Lake Placid    | Stati Uniti | Uomini – Doppio  | Kurt Brugger Wilfried Huber Italia         | Patric Leitner Alexander Resch Germania          | Gerhard Plankensteiner Oswald Haselrieder Italia |

## Classifiche

### Singolo uomini
| Pos. | Nome            | Nazione     | SIG | OBE | LPL | IGL | ALT | NAG | SLC | LAP | Totale |
| ---- | --------------- | ----------- | --- | --- | --- | --- | --- | --- | --- | --- | ------ |
| 1    | Armin Zöggeler  | Italia      | 1   | 4   | 1   | 3   | 1   | 2   | 1   | 2   | 700    |
| 2    | Georg Hackl     | Germania    | 10  | 3   | 2   | 2   | 2   | 6   | 9   | 1   | 550    |
| 3    | Markus Prock    | Austria     | 3   | 6   | 3   | 6   | 3   | 3   | 2   | 4   | 525    |
| 4    | Karsten Albert  | Germania    | 2   | 1   | 7   | 8   | 4   | 8   | 6   | 3   | 495    |
| 5    | Jens Müller     | Germania    | 5   | 2   | 5   | 1   | 5   | 13  | 8   | 11  | 456    |
| 6    | Wilfried Huber  | Italia      | 8   | 10  | 14  | 5   | 7   | 1   | 5   | 18  | 385    |
| 7    | Reinhold Rainer | Italia      | 16  | 5   | 4   | 4   | 6   | 9   | 12  | 5   | 376    |
| 8    | Tony Benshoof   | Stati Uniti | 7   | 7   | 9   | 10  | 13  | 4   | 4   | 7   | 363    |
| 9    | Albert Demčenko | Russia      | 4   | 8   | 6   | 11  | 9   | 5   | 11  | 9   | 353    |
| 10   | Johan Rousseau  | Francia     | 12  | 13  | 11  | 20  | 17  | 17  | 3   | 14  | 263    |

### Singolo donne
| Pos. | Nome                 | Nazione     | SIG | OBE | LPL | IGL | ALT | NAG | SLC | LAP | Totale |
| ---- | -------------------- | ----------- | --- | --- | --- | --- | --- | --- | --- | --- | ------ |
| 1    | Silke Kraushaar      | Germania    | 1   | 2   | 1   | 2   | 2   | 2   | 1   | 1   | 740    |
| 2    | Sylke Otto           | Germania    | 2   | 1   | 2   | 10  | 1   | 1   | 3   | 2   | 661    |
| 3    | Angelika Neuner      | Austria     | 3   | 3   | 4   | 4   | 4   | 3   | 6   | 3   | 510    |
| 4    | Sonja Wiedemann      | Germania    | 13  | 5   | 5   | 1   | 3   | 6   | 2   | 4   | 505    |
| 5    | Iluta Gaile          | Lettonia    | 4   | 6   | 6   | 9   | 5   | 8   | 13  | 6   | 376    |
| 6    | Barbara Niedernhuber | Germania    | 6   | 4   | 3   | 3   | DNF | 7   | 5   | –   | 351    |
| 7    | Sonja Manzenreiter   | Austria     | 5   | 7   | 11  | 7   | 7   | 9   | 15  | 5   | 347    |
| 8    | Simone Eder          | Austria     | 16  | 12  | 12  | 5   | 11  | 14  | 10  | 7   | 288    |
| 9    | Courtney Zablocki    | Stati Uniti | 15  | 11  | 7   | 12  | 9   | 10  | 7   | 20  | 280    |
| 10   | Becky Wilczak        | Stati Uniti | 11  | 16  | 9   | 40  | 26  | 4   | 4   | 8   | 276    |

### Doppio
| Pos. | Nome                                      | Nazione     | SIG | OBE | LPL | IGL | ALT | NAG | SLC | LAP | Totale |
| ---- | ----------------------------------------- | ----------- | --- | --- | --- | --- | --- | --- | --- | --- | ------ |
| 1    | Steffen Skel Steffen Wöller               | Germania    | 1   | 1   | 6   | 3   | 3   | 3   | 2   | 7   | 591    |
| 2    | André Florschütz Torsten Wustlich         | Germania    | –   | 2   | 2   | 2   | 1   | 2   | 6   | 5   | 545    |
| 3    | Patric Leitner Alexander Resch            | Germania    | 14  | 16  | 1   | 1   | 19  | 4   | 1   | 2   | 520    |
| 4    | Mark Grimmette Brian Martin               | Stati Uniti | 3   | 8   | 3   | 5   | 11  | 1   | 4   | 8   | 473    |
| 5    | Tobias Schiegl Markus Schiegl             | Austria     | 5   | 4   | 4   | 4   | 4   | 7   | 3   | 6   | 461    |
| 6    | Gerhard Plankensteiner Oswald Haselrieder | Italia      | 4   | 7   | 5   | 6   | 2   | 9   | 7   | 3   | 451    |
| 7    | Kurt Brugger Wilfried Huber               | Italia      | 6   | 5   | 7   | 7   | 5   | 6   | 9   | 1   | 441    |
| 8    | Christian Oberstolz Patrick Gruber        | Italia      | 7   | 3   | 8   | 11  | 8   | 8   | 8   | 9   | 357    |
| 9    | Christopher Thorpe James Ives             | Stati Uniti | 12  | 9   | 15  | 10  | 7   | 5   | 5   | 15  | 315    |
| 10   | Chris Moffat Eric Pothier                 | Canada      | 10  | 6   | 12  | 9   | 10  | 11  | 19  | 14  | 277    |